# Материнская плата

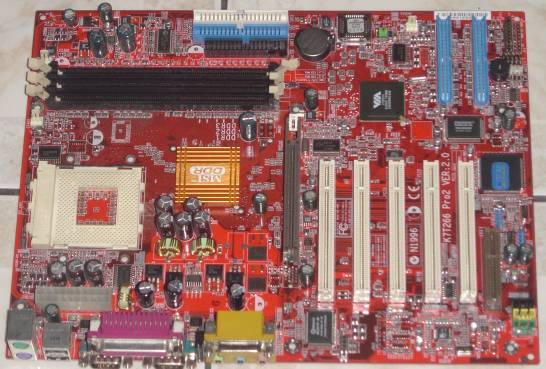
Старая системная плата стандарта ATX персонального компьютера (модель MSI K7T266 Pro2, Socket A, для процессоров AMD)

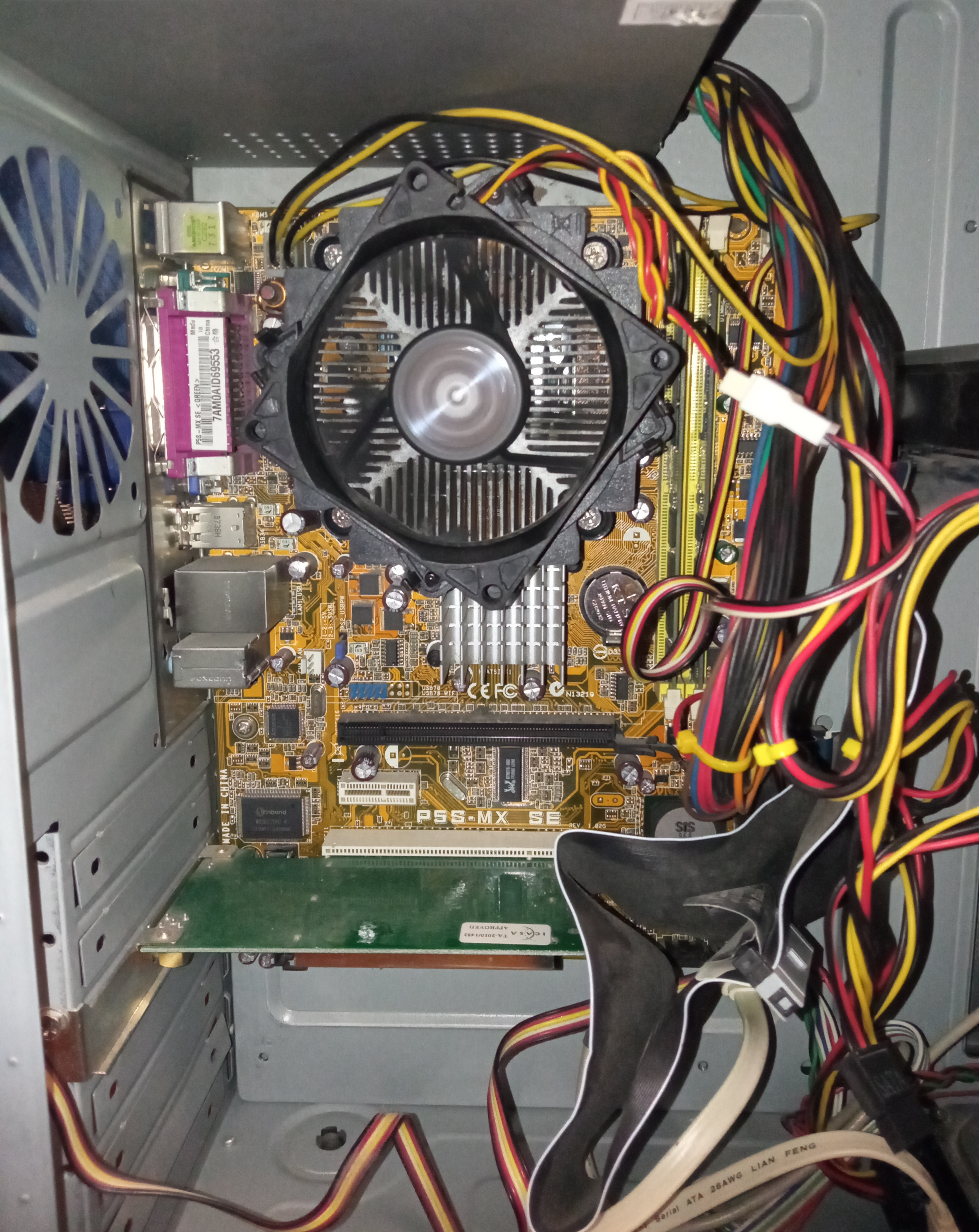
Системная плата ASUS P5S-MX SE (Socket 775, Intel) с процессором, ОЗУ и платой расширения в слоте PCI, установленная внутри корпуса. Вентилятор на задней стенке отсутствует, что является распространённой ошибкой при сборке ПК.

Матери́нская пла́та (англ. motherboard; также «мать», «матери́нка», системная плата, главная плата) — печатная плата, представляющая собой основу конструкций различных электронных устройств (например, персонального компьютера, ноутбука или смартфона).
Системная плата содержит основную часть устройства, например, в случае компьютера — процессор, системную шину или шины, оперативную память, «встроенные» контроллеры периферийных устройств, сервисную логику — и разъёмы для подключения дополнительных взаимозаменяемых плат, называемых платами расширений, как правило подключённые к общей шине или шинам — так, например, в начале 2000 годов материнская плата IBM PC-совместимого компьютера, как правило, несла разъёмы трёх различных шин — ISA, PCI и AGP. Материнская плата ноутбука часто содержит и твердотельный накопитель, помимо прочих основных устройств и функциональных блоков. В отличие от объединительной панели/платы, просто соединяющей между собой разъёмы карт расширения, материнская плата всегда несёт на себе активные компоненты или разъёмы для их установки. В англоязычной литературе также принято разделять системные платы на собственно материнские (англ. motherboards), обладающие возможностями расширения и модификации, и «основные платы» (англ. mainboards), таких возможностей не имеющие и представляющие собой законченную неизменяемую систему.

Схема материнской платы IBM PC совместимого компьютера. В последних поколениях процессоров, таких как Intel Skylake, северный мост расположен на самом процессоре.

## История
Самые первые цифровые компьютеры почти не использовали модульный принцип построения и зачастую состояли из мешанины компонентов, связанных между собой отдельными проводниками. Тем не менее, уже к концу 40-х годов модульный принцип, позволявший сильно облегчить поиск неисправностей и ремонт тогдашних крайне ненадёжных ламповых машин, начал широко применяться в индустрии. Например, популярная серия ламповых ЭВМ IBM 700 строилась из модулей стандартных габаритов, содержащих 4-8 ламп и пассивные элементы, и соединённых навесным монтажом. Такие модули реализовывали стандартный компонент — например триггер, — и использовали стандартные разъёмы, они устанавливались в объединительную плату, разъёмы которой соединялись монтажом внакрутку. Накруточный и особенно навесной монтаж был очень быстро заменён печатным, который был значительно дешевле в производстве и легче автоматизировался, уже к началу 60-х использование печатных плат стало общепринятым. Тем не менее, большинство электронных устройств — не только компьютеры, но и аналоговые системы, коммуникационное и управляющее оборудование и т. п. всё ещё состояло из большого количества дискретных компонентов, разбросанных по множеству плат.

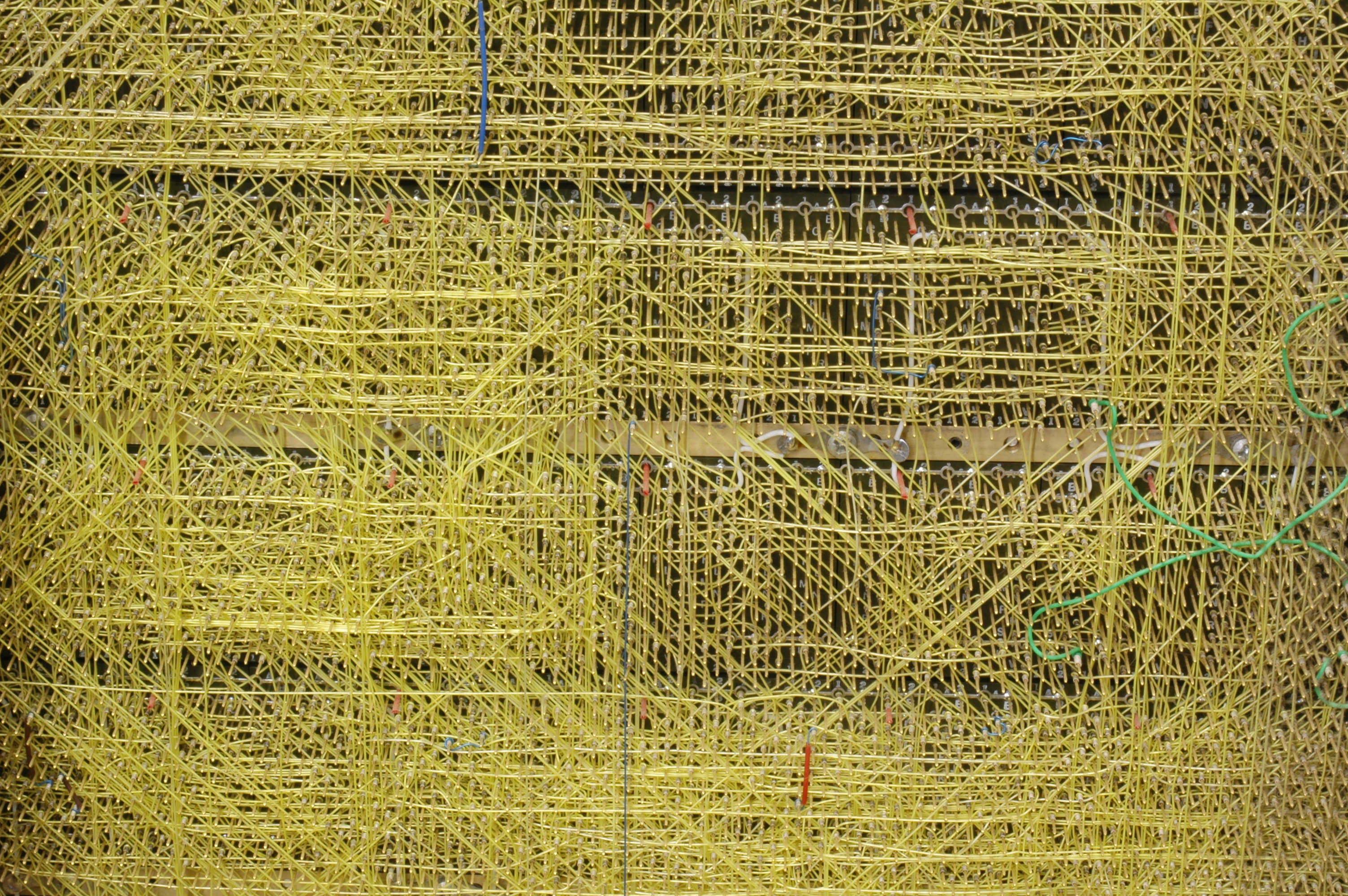
Объединительная панель мини-ЭВМ PDP-8, разведённая внакрутку.

Процессор мини-ЭВМ мог состоять из десятка-двух различных плат, устанавливавшихся в стоечную корзину и соединённых объединительной панелью, несущей системную шину. Другие устройства также могли занимать отдельную корзину, или устанавливаться в общую с процессором наподобие современных карт расширения. Понятие «материнской платы» и «плат расширения» стало складываться в конце 70-х, когда распространение микропроцессоров позволило создать компактные одноплатные ЭВМ. В машинах такого типа центральный процессор, память и периферийные устройства обычно были размещены на отдельных печатных платах, которые были подключены к задней панели. Широко распространенная шина S-100 1970-х годов является примером такого типа систем.
Впоследствии, с развитием микроэлектроники, производители домашних и персональных компьютеров пришли к выводу, что выгоднее перенести основные компоненты системы с отдельных карт на объединительную панель — это позволяло удешевить производство и обеспечивало лучший контроль рынка. Один из первых популярных домашних компьютеров, Apple II, стал и первым, обладавшим истинной материнской платой, на которую устанавливались центральный процессор и оперативная память, а остальные функции выносились на дополнительные платы, устанавливавшиеся в семь доступных слотов расширения. Этому же принципу последовала и корпорация IBM при выпуске на рынок своего IBM PC. Обе компании помимо модульного принципа также использовали принцип открытой архитектуры, опубликовав принципиальные схемы, программные интерфейсы и другую документацию, которая позволяла создавать платы расширения, а затем и альтернативные материнские платы (в случае IBM PC-совместимых машин, материнские платы Apple были запатентованы) сторонним производителям. Обычно предназначенные для создания новых компьютеров, совместимых с образцами, многие материнские платы предлагали дополнительную производительность или другие функции и использовались для обновления оригинального оборудования производителя.
В конце 1980-х и начале 1990-х годов стало экономически целесообразным переносить все увеличивающееся количество периферийных функций на материнскую плату. В конце 1980-х годов материнские платы для персональных компьютеров стали включать одиночные ИС (также называемые микросхемами Super I/O), способные поддерживать набор низкоскоростных периферийных устройств: клавиатуры, мыши, дисковода гибких дисков, последовательных и параллельных портов. К концу 1990-х годов многие материнские платы для персональных компьютеров включали встроенные функции аудио, видео, хранения и сетевых функций потребительского уровня без необходимости использования каких-либо плат расширения, за исключением разве что высококлассных видеокарт для 3D-игр и компьютерной графики. Также карты расширения продолжают применяться в профессиональных ПК, рабочих станциях и серверах, для обеспечения специфических функций, повышенной надежности или увеличенной производительности.
Лэптопы, разработанные в 1990-х годах, объединяли самые распространенные периферийные устройства. Они даже включали в себя материнские платы без обновляемых компонентов, и эта тенденция сохранится даже тогда, когда будут изобретены более мелкие устройства (например, планшеты и нетбуки).

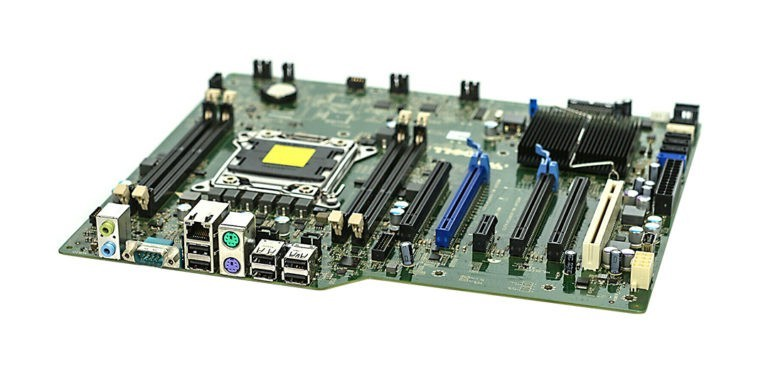
Материнская плата Dell T3600

### Эволюция материнских платIBM PC-совместимых компьютеров
- Первая модель IBM PC содержала на материнской плате минимум устройств: процессор, математический сопроцессор, ОЗУ, ПЗУ с BIOS, шину ISA, контроллер клавиатуры и служебную логику. Память была набрана отдельными микросхемами, вставленными в панели, а вся служебная логика была построена на микросхемах малой степени интеграции. Изменение конфигурации осуществлялось перемычками либо DIP-переключателями. Кроме слотов расширения ISA на плате имелись лишь разъёмы для подключения клавиатуры и магнитофона. Все прочие устройства (видеоадаптер, контроллер гибких и жёстких дисков, COM и LPT — портов) располагались на платах расширения;
- С появлением IBM PC/AT размер платы и положение точек крепления было стандартизировано как «форм-фактор AT». От разъёма магнитофона было решено отказаться, так как этот способ хранения данных оказался для ПК бесперспективным. На плате появились часы реального времени и энергонезависимая память, куда были перенесены часть функций настройки системы.
- По мере набора популярности архитектурой IBM PC для взаимодействия процессора с другими компонентами компьютера начали изготавливаться специализированные микросхемы, называемые чипсетом. Это позволило снизить стоимость материнских плат и одновременно перенести на них часть функций, ранее работавших через платы расширения — контроллеры дисков, коммуникационных портов и т. д.
- Для повышения надёжности, облегчения апгрейда и экономии места на материнской плате микросхемы ОЗУ начали объединять в модули, которые устанавливались на плату вертикально — сначала это были SIPP — модули, которые однако оказались недостаточно надёжными и вскоре были вытеснены SIMM, а затем — DIMM.
- По мере роста производительности процессоров росло энергопотребление и соответственно тепловыделение. Поздние модели процессоров 80486 уже требовали активного охлаждения, которое должно крепиться к материнской плате. С целью снижения потребления энергии логические уровни, а следовательно и напряжение питания процессора, были снижены сначала до 3,3В, а потом ещё ниже — вплоть до напряжений около вольта. Для обеспечения столь низкого напряжения требуется располагать вторичный источник питания (так называемый VRM, англ. Voltage regulator module — модуль регулятора напряжений) в непосредственной близости от процессора на материнской плате.
- С 1995 года стандарт ISA начал вытесняться более совершенной шиной PCI. Однако, вскоре пропускной способности этой шины уже не хватало для работы высокопроизводительных видеокарт, и специально для этого в 1996 году был разработан порт AGP, который устанавливался на материнские платы одновременно с разъёмами PCI и иногда даже ISA.
- К середине 1990-х стандарт материнской платы AT устарел, и ему на смену должен был прийти разработанный в 1995 году новый стандарт ATX. Однако из-за того, что он был несовместим с AT по корпусу и блоку питания, платы типа AT продолжали выпускаться до конца 1990-х. Новый стандарт включал выводы управления блоком питания на питающей колодке. Также на корпусе должно быть прямоугольное окно для дополнительных разъёмов, которая закрывается заглушкой, поставляемой в комплекте с материнской платой — количество и расположение разъёмов в этой зоне не регламентируется ограничено только её геометрическими размерами.
- В 1995 году был разработан стандарт USB, однако на материнские платы он стал встраиваться только в конце 1990-х — отчасти благодаря фирме Apple, которая в то время продавала хоть и несовместимые с x86 компьютеры, но поспособствовала разработке периферийных устройств под новый порт. В результате, стандарты ATX и USB получили широкое распространение практически одновременно в начале 2000-х: практически все материнские платы стандарта ATX поддерживали USB, в то время как платы стандарта AT — как правило нет.
- разъёмы процессора вплоть до Socket 7 были универсальными — позволяли устанавливать в них процессоры одного поколения как от Intel, так и от AMD и Cyrix. В дальнейшем Intel и AMD стали изготавливать процессоры, несовместимые друг с другом механически и электрически.
- Процессор Pentium II и некоторые другие распаивались на отдельной плате вместе с кэшем и устанавливались в специальный разъём вертикально, как карты расширения, однако в дальнейшем такая компоновка распространения не получила и встречается в основном на промышленных и встроенных компьютерах.
- По мере роста производительности процессоров и видеокарт, их энергопотребление также росло, из-за чего на материнских платах начали появляться дополнительные разъёмы для питания процессора. Для повышения стабильности и снижения пульсаций преобразователи напряжения для питания процессора и других компонент стали выполнять многофазными.
- С середины 2000-х годов разъём ATA начинает вытесняться разъёмом SATA (некоторое время существуя параллельно). Разъём SATA значительно компактнее и на материнской плате их размещают до десятка, иногда и больше. Только вместе с разъёмом IDE уходят и разъёмы для флоппи-дисков, которые продолжали использоваться, несмотря на то, что их объёма было недостаточно уже для начала 90-х.
- Также с середины 2000-х начали появляться материнские платы на шине PCI Express, призванной заменить как PCI, так и AGP. И если AGP была вытеснена довольно быстро, то для PCI было изготовлено достаточно большое количество устройств, поэтому разъёмы PCI (а иногда даже ISA) продолжают иногда устанавливаться на материнские платы спустя больше десятка лет после появления PCI Express.
- Также с целью снижения шума при малых нагрузках и увеличения эффективности при больших, материнские платы стали оснащаться термодатчиками и цепями управления вентиляторами. Также термодатчики стали встраивать непосредственно в процессоры. Особенно важно это было энтузиастам оверклокинга.
- Если ранее обновление BIOS было возможно только с использованием программатора, то с середины 2000-х появилась возможность обновления напрямую из операционной системы, что давало больше возможностей для оверклокинга, а также позволяло исправлять ошибки в BIOS.
- В 2013 году был представлен новый формат карт расширения — M.2. Такие карты имеют небольшой размер и устанавливаются на материнскую плату горизонтально. В основном карты формата M.2 используется для высокоскоростных SSD-накопителей и адаптеров Wi-Fi-сетей. Главное преимущество карт M.2 для SSD-накопителей — возможность использования протокола NVMe вместо AHCI, что позволяет значительно увеличить как скорость последовательного, так и случайного чтения/записи за счёт распараллеливания. Кроме того, SSD-карты формата M.2 устанавливаются на плату, не требуя дополнительных кабелей и креплений, что может быть очень удобно в малогабаритных сборках.
- В конце 2010-х в моду входят ПК с прозрачной стенкой корпуса для демонстрации его содержимого. Производители материнских плат стали наносить на платы шелкографию, устанавливать радиаторы вычурной формы, предназначенные не только для рассеивания тепла, но и часто чисто в декоративных целях. Также материнские платы для энтузиастов могут оснащаться декоративной подсветкой.
- Также в 2010-х годах стали набирать популярность миниатюрные материнские платы стандартов microATX и mini-ITX для сборки высокопроизводительных систем в компактном корпусе.

## Обычные компоненты материнской платы компьютера
В качестве основных (несъёмных) частей материнская плата имеет:
- разъём процессора (ЦПУ),
- Модуль стабилизации напряжения (VRM) процессора,
- разъёмы оперативной памяти (ОЗУ), в редких случаях оперативная память распаяна на материнской плате, и не подлежит замене,
- микросхемы чипсета (подробнее см. северный мост, южный мост),
- Загрузочное ПЗУ (в современных компьютерах это фактически флеш-память, ранее были технологии EEPROM, EPROM (с удалением данных ультрафиолетовым излучением) и PROM (однократно программируемое ПЗУ)), содержащее BIOS или UEFI, также память CMOS и её разъём под "таблеточный" литиевый элемент питания, часы реального времени,
- контроллеры шин (в настоящее время — практически всегда в составе чипсета или даже непосредственно процессора) и их слоты расширения,
- контроллеры и интерфейсы периферийных устройств. Так, часто отдельными устройствами, не входящими в чипсет, являются звуковые и сетевые контроллеры, некоторые платы и вовсе имеют встроенный Bluetooth-модуль
- в некоторых случаях (но далеко не всегда), как например в ноутбуках - твердотельный накопитель, который распаивается непосредственно на материнской плате, и представляет собой комплект микросхем, а не съемное устройство.
- Система охлаждения чипсета (почти всегда пассивная, активная часто встречалась на старых материнских платах)

Материнская плата с сопряженными устройствами монтируется внутри корпуса с блоком питания и системой охлаждения, формируя в совокупности системный блок компьютера.

## Классификация материнских плат по форм-фактору
Форм-фактор материнской платы — стандарт, определяющий размеры материнской платы для компьютера, места её крепления к шасси; расположение на ней интерфейсов шин, портов ввода-вывода, разъёма процессора, слотов для оперативной памяти, а также тип разъёма для подключения блока питания.
Форм-фактор (как и любые другие стандарты) носит рекомендательный характер. Спецификация форм-фактора определяет обязательные и опциональные компоненты. Однако подавляющее большинство производителей предпочитают соблюдать спецификацию, поскольку ценой соответствия существующим стандартам является совместимость материнской платы и стандартизированного оборудования (периферии, карт расширения) других производителей (что имеет ключевое значение для снижения стоимости владения, англ. TCO).
- Устаревшими являются форматы: Baby-AT; полноразмерная плата AT; LPX; BTX, MicroBTX и PicoBTX.
- Современные и массово применяемые форматы: ATX; microATX; Mini-ITX.
- Внедряемые форматы: Nano-ITX; Pico-ITX; FlexATX; NLX; WTX, CEB.

Существуют материнские платы, не соответствующие никаким из существующих форм-факторов (см. таблицу). Это принципиальное решение производителя, обусловленное желанием создать на рынке несовместимый с существующими продуктами «бренд» (Apple, Commodore, Silicon Graphics, Hewlett-Packard, Compaq чаще других игнорировали стандарты) и эксклюзивно производить к нему периферийные устройства и аксессуары.
Предназначение компьютера (бизнес, персональный, игровой) в значительной степени влияют на выбор поставщика материнской платы.
- Для нужд SOHO или предприятия выгоднее приобретение готового компьютера (или решения, например, «клиент-сервер» или блейд-сервер с закупкой или лизингом готового решения).
- Для персонального пользования в качестве основного устройства позиционируется портативный компьютер[почему?][источник не указан 3522 дня]. Материнские платы ноутбуков существенно отличаются от материнских плат настольных компьютеров: для сокращения габаритов компьютера в плату оригинальной схемотехники встраивается (интегрируется) множество отдельных периферийных плат (например, встраивается видеокарта) — это обеспечивает компактные габариты и низкое энергопотребление ноутбука, но приводит к меньшей надёжности, проблемам с теплоотводом, значительному увеличению стоимости материнских плат, а также отсутствию взаимозаменяемости.

Таким образом, покупка отдельной материнской платы обоснована созданием компьютера «особой» конфигурации, например, малошумного или игрового.

## Определение модели
Определить модель установленной материнской платы можно
- визуально, с помощью заводских этикеток и надписей на плате
- с помощью программного инструментария типа DMI
- программно, с помощью утилиты типа CPU-Z. В Linux можно использовать утилиту dmidecode, в Windows — SIW или AIDA64

## Технологии энергосбережения
Повышенное внимание к «зеленым» технологиям, требующим энергосберегающих и экологически безопасных решений, и обеспечение важных для материнских плат характеристик, вынудило многие компании-производители разрабатывать различные решения в этой области.
С постоянным увеличением популярности электронных приборов на протяжении ближайших 20—30 лет Евросоюз решил ввести эффективную стратегию для решения вопросов энергопотребления.
Для этого были выпущены требования по энергоэффективности — ErP (Energy-related Products) и EuP (Energy Using Product). Стандарт разработан для определения энергопотребления готовых систем. По требованию ErP/EuP, система в выключенном состоянии должна потреблять менее 1 Вт мощности.
Спецификации ErP/EuP 2.0 намного строже первой версии. Для соответствия ErP/EuP 2.0 (вступила в действие в 2013 году) полное энергопотребление компьютера в выключенном состоянии не должно превышать 0,5 Вт. 
- EPU Engine
- Ultra Durable (версии 1, 2 и 3) — технология от Gigabyte, призванная улучшить температурный режим и надежность работы материнской платы, которая подразумевает:
  - Увеличенная (удвоенная) толщина медных слоев толщиной 70 мкм (2 унции/фут²) как для слоя питания, так и для слоя заземления системной платы снижает полное сопротивление платы на 50 %, что обеспечивает снижение рабочей температуры компьютера, повышение энергоэффективности и улучшение стабильности работы системы в условиях разгона.
  - Использование полевых транзисторов, обладающих пониженным сопротивлением в открытом состоянии (RDS(on)). Транзисторы преобразователей питания +12 вольт выделяют относительно много тепла и, когда говорят об охлаждении подсистемы питания процессора, то подразумевают именно их.
  - Использование дросселей с ферритовым сердечником — эти дроссели обеспечивают меньшие потери энергии и меньший уровень электромагнитного излучения.
  - Использование бессвинцового припоя.
  - Повторное использование и картона и пластика упаковки.